# Меурзий, Йоханнес
Йоханнес Меурзий (9 февраля 1579 — 20 сентября 1639) — голландский историк, филолог, издатель и антиквар.
С раннего детства отличался ранним развитием, в возрасте 16 лет уже написал свою первую научную работу о «Кассандре» Ликофрона. В 1610 году он был назначен преподавателем греческого языка и истории в Лейдене, а в следующем году — историографом Генеральных штатов Нидерландов. Из-за нестабильности в родной стране, связанной с Нидерландской революцией, он в 1625 году принял предложение короля Дании Кристиана IV стать преподавателем истории и политики в Сорё, Зеландия, одновременно будучи официальным историографом короля. В этом городе он прожил до конца жизни.
Написал целый ряд исторических работ (в основном по истории Нидерландов и Дании), также составил один из первых словарей новогреческого языка.
- Эта статья (раздел) содержит текст, взятый (переведённый) из одиннадцатого издания «Британской энциклопедии», перешедшего в общественное достояние.